# Paul Günther (Wasserspringer)
Paul Günther (* 24. Oktober 1882 in Hannover; † 13. Februar 1959 in West-Berlin) war ein deutscher Wasserspringer und Olympiasieger.

## Leben
Paul Günther war einer von vier deutschen Springern, die bei den Olympischen Spielen 1912 in Stockholm das Kunstspringen dominierten. Er siegte vor Hans Luber, Kurt Behrens und Titelverteidiger Albert Zürner. Vom Turm qualifizierte sich Günther zwar für das Finale, trat aber dort nicht mehr an. Die Überlegenheit der deutschen Wasserspringer im Kunstspringen lag wesentlich an der turnerischen Grundausbildung der Deutschen. Da Turmspringen in Deutschland erst ab 1925 als Meisterschaftsdisziplin ausgetragen wurde, wirkte sich diese Überlegenheit aber nur in den Wettbewerben vom Drei-Meter-Brett aus. 
Paul Günther wurde 1910, 1911, 1912 und 1920 Deutscher Meister im Kunstspringen. Seinen letzten Titel gewann er für den Amateur-Schwimm-Club Duisburg. Im Jahr 1988 wurde er in die Ruhmeshalle des internationalen Schwimmsports aufgenommen.